# Dorothee Köpp
Dorothee Köpp (geboren 1964 in Wiesbaden) ist eine deutsche Juristin und Kommunalpolitikerin (Bündnis 90/Die Grünen). Sie ist seit 2014 Mitglied des Staatsgerichtshofs des Landes Hessen.

## Leben
Dorothee Köpp war eines von drei Kindern des Pfarrers und Dekans der evangelischen Kirche im Odenwaldkreis Ludwig Köpp. Sie studierte Rechtswissenschaft und arbeitet heute als Richterin in Teilzeit.
Köpp ist Mitglied von Bündnis 90/Die Grünen, für die sie seit 2006 im Stadtbeirat von Kassel-Jungfernkopf mitarbeitet. 2012 wurde sie für Bündnis 90/Die Grünen in die Stadtverordnetenversammlung Kassel und 2021 wiedergewählt. Dort ist sie Sprecherin der Grünen-Fraktion für Haushaltspolitik und war von 2012 bis 2019 stellvertretende Fraktionsvorsitzende. Zu Schwerpunkten ihrer politischen Arbeit erklärte Köpp im Wahlkampf zur Stadtverordnetenversammlung die Sozial- und Gesundheitspolitik. Seit April 2021 ist Köpp stellvertretende Stadtverordnetenvorsteherin unter Martina van den Hövel-Hanemann (Bündnis 90/Die Grünen). Als Kommunalpolitikerin sitzt Köpp im Aufsichtsrat der Gesundheit Nordhessen Holding AG (GNH), ist stellvertretendes Mitglied im Zweckverbandsvorstand der Kasseler Sparkasse und stellvertretendes Mitglied in der Verbandsversammlung des Zweckverbands Tierkörperbeseitigung.
Auf Vorschlag von Bündnis 90/Die Grünen wurde Köpp am 15. Oktober 2014 vom Hessischen Landtag zum stellvertretenden nicht richterlichen Mitglied am Staatsgerichtshof des Landes Hessen gewählt. 2019 wurde sie wiedergewählt und hat damit das Amt voraussichtlich bis 2024 inne.
Köpp ist verheiratet mit Hans-Jürgen Kretschmer, hat drei Kinder und lebt mit ihrer Familie seit 2000 in Kassel.

## Veröffentlichungen
- Corona: Spagat zwischen Risikovermeidung und Ermöglichen von Normalität. In: ExtraGrünKassel. Informationen der Fraktion im Rathaus. Dezember 2020, S. 2 (tausendworte.de [PDF]).